# Plagiotrochus australis
Plagiotrochus australis är en stekelart som först beskrevs av Mayr 1882.  Plagiotrochus australis ingår i släktet Plagiotrochus och familjen gallsteklar. Inga underarter finns listade i Catalogue of Life.